# Kalyta
Kalyta (ukrainien : Калита, russe : Калита) est une commune urbaine de l'oblast de Kiev, en Ukraine. Elle compte 4 738 habitants en 2021.